# Perier
Perier (italià Perrero) és un municipi italià, situat a la ciutat metropolitana de Torí, a la regió del Piemont. L'any 2007 tenia 773 habitants. Està situat a la Vall Germanasca, una de les Valls Occitanes. Forma part de la Comunitat Muntanyenca Vall Chisone i Vall Germanasca. Limita amb els municipis d'Angrogna, Massèl, Peirosa, Pomaret, Prali, Praamòl, Roure, Salza di Pinerolo i Villar Pellice.

## Administració
| Període | Identitat             | Partit         |
| ------- | --------------------- | -------------- |
| 2004-   | Alma Margherita Ghigo | Centreesquerra |